# Автомобилна гума
Вижте пояснителната страница за други значения на Гума.
Автомобилната гума е сред най-важните елементи в устройството на много превозни средства, представляващ обвивка на колелата, изработена от каучук (разговорно наричан „гума“). Предназначена е за поглъщане на незначителни колебания, получени от несъвършенството на пътното покритие, за реализация и възприятие на силите, възникващи при контакта с пътната настилка, и осигуряване на висок коефициент на сцепление.
В терминологията, общоприета в автомобилната индустрия, само комплектът, разположен между гумата и главината, но без самата гума, се нарича колело, което от своя страна се състои от джанта, върху която е поставена гумата, и диск или спици, които служат за свързване на джантата към главината. Гумата от своя страна включва същинската автомобилна гума, камера (за камерни гуми) и лента за джанта (например при велосипедни колела).  Тази терминология не се използва в настоящата статия.

## История
Първата гума в света е създадена от шотландския изобретател Робърт Уилям Томсън. В патент № 10990 от 10 юни 1846 г. е написано: „Целта на моето изобретение е използването на еластична опорна повърхност около колелата, с цел да се облекчи движението и да се намали шума.“
Патентът на Томсън е написан на много високо ниво. В него е изложена конструкцията на изобретението, а също така и материалите, нужни за производството. Гумата се поставя на колело с дървени спици, кожен колан и болтове. Самата гума се състояла от две части – камера и обшивка. Камерата се състои от няколко пласта плат, попит с каучук или гутаперча във вид на разтвор. Покритието е от залепени парчета кожа.
Томсън оборудва карета с гумени колела и провежда изпитания, демонстрирайки на публиката в Лондон предимствата на този вид покритие, комфорта при возене и намалелия шум от колелата. След смъртта на Томсън през 1873 г. изобретението е забравено.
През 1888 г. идеята за пневматичната гума възниква отново. Новият изобретател отново е шотландец – Джон Бойд Дънлоп, чието име става известно по света като създател на пневматичната гума. Дънлоп решава през 1887 г. да нахлузи на колелата на велосипеда на своя 10-годишен син широк маркуч за поливане и да го надуе със сгъстен въздух.
На 23 юли 1888 г. Дънлоп подава молба за патент № 10607 за изобретение, наречено „пневматичен обръч“ за транспортни средства. Потвърждава своето изобретение пред патентната комисия още на 31 август. Преимуществото на изобретението е оценено бързо.
Още през юни 1889 г. на стадиона в Белфаст на надбягване с велосипеди се представя спортистът Уилям Хюм, като неговото возило било снабдено с гуми от Джон Дънлоп. Въпреки че Хюм бил посредствен колоездач, той печели и трите състезания със смазващо предимство. Още в края на 1889 г. Джон Дънлоп започва производство на гуми за велосипеди в малка компания в град Дъблин, наречена „Велосипедни гуми и агенция Бут за продажба на велосипеди“. По-късно компанията за производство на гуми „Dunlop Tires“ става една от най-големите в света.
През 1890 г. младият инженер Чарлс Кингстън Уелч предлага да се отдели камерата от външната гума. Въз основа на това решение англичанинът Бартлет и французинът Дидие изобретяват напълно действащ начин за монтаж и демонтаж на гумите. Всичко това дава възможност за използването на пневматичната гума в автомобилите. Първите, които започват да използват такива гуми, били французите Андре и Едуар Мишлен, които вече имали опит в производството на велосипедни гуми. Те обявяват през 1895 г., че в състезанието „Париж – Бордо“ ще имат готови пневматични гуми на автомобилите им, и удържат своето обещание. Автомобилите преодоляват разстоянието от 1200 km заедно с още девет други автомобили на собствен ход. В Англия през 1896 г. с гуми „Dunlop“ бил оборудван автомобил „Lanchester“. С поставянето на пневматичните гуми съществено се подобрява плавността на движение, комфорта при возене, проходимостта и надеждността на автомобила.
Били необходими много години, за да се усъвършенства конструкцията на гумата, както и процеса на производство. По-късно започват да се влагат по-надеждни и дълготрайни материали. Започват да се влагат конци в пълнежа на гумата.
В първата четвърт на ХХ век започва да се използва методът за монтаж на колелото с помощта на болтове, което прави замяната на повредени гуми много бързо и удобно. Всички тези модификации в автомобилните гуми и конструкцията на автомобилите водят до бум в производството им и тяхното развитие.

### Хронология на създаването
- 1843 – Чарлз Гудиър открива вулканизацията
- 1846 – Робърт Уилям Томсън защитава първия патент за пневматична гума
- 1888 – Джон Дънлоп произвежда първата комерсиална пневматична гума за велосипед
- 1889 – Джон Дънлоп патентова пневматична гума за велосипеди във Великобритания
- 1890 – Дънлоп и Уилям Харви започват производство на пневматични гуми в Ирландия
- 1890 – Бартлет Клинчър въвежда бандажа
- 1891 – Патентът на Дънлоп е анулиран в полза на патента на Томсън
- 1894 – Ей Джей Пенингтън произвежда първата балонна гума
- 1895 – Michelin въвеждат пневматичните гуми в автомобилостроенето
- 1898 – Патентован е първият вентил
- 1900 – Произведени са първите гуми с метални телове в Англия и САЩ (от компанията BFGoodrich)
- 1903 – Компанията за гуми Goodyear патентова първата безкамерна гума, която започва да се произвежда масово чак през 1954 г.
- 1904 – Goodyear и Firestone започват да произвеждат подсилени гуми
- 1906 – Произведена е първата безкамерна гума за самолет
- 1908 – Франк Сейбърлинг създава гуми с канали (шарки), подобряващи сцеплението с настилката
- 1910 – Компанията BFGoodrich създава гума с удължен живот, добавяйки въглен към гумата
- 1919 – Goodyear и Dunlop започват производство на гуми за камиони[2]
- 1934 – Nokian създава първата зимна гума в света
- 1938 – Goodyear започва да влагат целулозни (рилон) влакна в гумите
- 1940 – BFGoodrich въвеждат първите гуми, изработени от синтетичен каучук
- 1946 – Michelin започва производство на първите радиални гуми
- 1947 – Goodyear въвежда синтетични влакна в гумите (найлон)
- 1963 – Започва да се използва полиестер в гумите, стартирано от Goodyear
- 1965 – Фирмата Armstrong Rubber произвежда гума с влакна от стъклено влакно
- 1965 – BFGoodrich пуска първата радиална гума в Северна Америка
- 1968 – Департаментът по транспорта на САЩ (DOT) задължава да се поставят серийни номера на новите гуми в САЩ
- 1974 – Pirelli въвежда широко-радиална гума

## Видове гуми според сезона
Автомобилните гуми влияят значително върху поведението на превозното средство, тъй като те са междинното свързочно звено между него и пътя. Гумите са изрично конструирани така, че да отговарят на състоянието на настилката, на температурата и на натоварването, приложено върху автомобила. В централна Европа автомобилите се движат най-вече по асфалтирани пътища с повърхностна температура между -15 и 60 °C. Шосетата може да притежават различна степен на влажност, като също така през зимата те са покрити с пресен сняг, утъпкан сняг или лед. Теоретично погледнато би трябвало да има отделно оптимизирана гума за всеки вид пътна ситуация. За да може спрямо крайните разходи за производство и предвидената животоспособност да се покрие колкото се може по-голям продуктов диапазон, се предлагат следните видове гуми.

### Летни гуми
Летните гуми са създадени за пътни условия без сняг или заледени повърхности. Тяхната каучукова смес при високи температури не омеква много, както и износването при високи скорости остава относително малко. При определяне целта на дадена гума, производителите постигат компромис между конфликтни свойства – напр. възможността за по-ниска стойност на съпротивлението (триенето) при търкаляне и в същото време добро сцепление с пътната повърхност при влага.
С намаляването на дълбочината на жлебовете по протектора (грайфера) на дадена гума, нейното поведение при дъжд се влошава и също така аквапланинг възниква по-често при нейната употреба.

### Зимни гуми
Зимните гуми са проектирани за ниски температури и зимни пътни условия. Те разполагат с каучукова смес, която е достатъчно гъвкава при понижени температури, за да може по този начин да се достигне задоволителна силова трансмисия (чрез зацепване с пътната настилка). Зимните гуми се отбелязват с М+S символ (англ. – „Mud and Snows“; немски – „Matsch und Schnee“), значещ „кал + сняг“. Законът на ЕС №661/2009 от 13 юли 2009 обозначава М+S гумите като такива, чиято протекторна шарка и типа на протекторните каучуковите смеси или структура, сравнени с тези на обикновена гума, постигат по-добри тягови и сцеплителни свойства при наличие на сняг. Въпреки тази си дефиниция, „М+S“ не е патентовано означение и поради това се поставя и на гуми, непригодени за зимни условия. Особено китайските и американските производители използват означението и върху летни гуми.
Символът „планина със снежен кристал“ (алпийски символ) се дава от американските власти по администрацията на магистралната безопасност на движението и обозначава гуми, които постигат поне седем процента по-добра успеваемост при триене върху сняг и лед, в сравнение с препоръчан тип гуми.
Профилът на раменния блок при зимните гуми, за разлика от летните, притежава допълнителни ламели, което въз основа на по-голямата обща работна площ позволява по-добро сцепление при наличие на нестабилна настилка (напр. сняг).
При ниски температури и сухо време зимните гуми трябва да се карат с 0,2 до 0,3 атмосфери по-високо от предписаното от производителите налягане, тъй като от ниската температура пада и налягането в гумата.
Някои високопроходими автомобили притежават автоматични системи, които могат да понижават налягането при наличие на хлъзгави повърхности, за да предизвикат по-голяма контактна зона на гумата с пътя. Ако превозното средство се движи по мек пясък или подобна настилка, е уместно, да се намали въздухът в гумите на задвижващата ос.
Също така при зимните гуми, за разлика от летните, е позволено да се употребяват такива с по-нисък скоростен индекс, независимо от предписания в регистрационните документи на превозното средство. Впрочем М+S символът е определящ и за целогодишните гуми. При употребата им в Германия в зрителното поле на водача на автомобила се поставя лепенка, съдържаща информация за допустимата най-висока скорост, съответстваща на зададения на гумата скоростен индекс. Обозначението също така се предписва и в някои държави, където има валидно магистрално ограничение на скоростта.
Редом до широко разпространените зимни гуми със скоростен индекс тип Т (до 190 km/h) се предлагат почти във всички размери и тези от по-високите скоростни категории U, H и V (както и W до 270 km/h). На незаснежен и сух асфалт, най-вече при високи температури, трябва да се има предвид голямото износване на зимните гуми.
При пролетни и летни температури на сух път зимните гуми, сравнени с летните такива, имат ясно изразени по-лоши експлоатационни качества, напр. по-голям спирачен път. Много автомобилни клубове препоръчват зимни гуми, които са на повече от шест години, да бъдат подменяни, тъй като с течение на времето каучуковата им смес се втвърдява и е видимо намаляването на сцеплението на гумата с пътя, дори и дълбочината на грайфера ѝ да е достатъчна.
За най-суровите зимни условия и заледени пътни настилки съществуват зимни гуми с метални шипове, които подобряват многократно сцеплението с лед и твърд сняг, но се увреждат бързо при каране върху чист асфалт. Съществуват гуми с шипове и за велосипеди и мотоциклети.
Много държави са обнародвали закон за задължителни зимни гуми за определени периоди в годината или при особени пътни условия.

### Всесезонни гуми
Всесезонните гуми могат да се използват както през лятото, така и през зимата. Те представляват компромис между зимните и летните гуми и се използват най-често в държави, където сезонните температурните разлики са малки (например във Великобритания и някои части на Германия). Профилът на този вид гуми комбинира двете различни жлебови подредби на летните и зимните гуми, като по този начин са налични не само дългите грайферни прорези, необходими при високи температури и влага, но и дребните блокови бразди, осигуряващи сцеплението и спирането при заснежени и заледени повърхности.
В този случай разходите за подмяната на гуми два пъти в годината и инвестицията във втори комплект отпадат.

## Видове гуми според конструкцията

### Диагонални
До 1980 г. диагоналните гуми бяха разпространени при леките автомобили. Те притежават множество полегато кръстосани каркасови композиции. Днес при леките автомобили диагоналните гуми са изместени от радиалните такива и са обичайни почти само за селското стопанство, при старите модели автомобили и старите мотоциклети. Също така при ползване извън асфалтов път (офроуд) са все още частично използвани, тъй като техният протектор осигурява по-добро самопочистване при тиня и по-добро напасване към негладки терени. Много гуми за състезателни автомобили са произведени на принципа на тези с диагонална оплетка. Те обаче нямат нищо общо с този остарял вид гуми, а каркасовите им пластове се пресичат под много по-тесни ъгли. Предното обозначение при диагоналните гуми, напр. при 6.40 – 15 изобразява на първо място ширината на гумата в цолове, в този случай 6.40 (около 16,3 cm). Отношението височина към ширина не е пряко определено, а е кодирано чрез леко изменение на цифрите след десетичната запетая на стойността на широчината на гумата, като възлиза на 98, 92, 88 или 82% от нея. Задната стойност на обозначението дава диаметъра на джантата за тази определена гума в цолове.

### Радиални
Радиалните гуми (понякога наричани поясни) са въведени и разработени през 1946 от Michelin по инициатива на Citroën. Те е трябвало да постигнат по-висока животоспособност от дотогава наличните диагонални гуми. Всъщност първите радиални гуми издържали двойно повече време от диагоналните такива.
Принципът на радиалната гума се основава на ясното разделяне на функциите във фундамента на гумата. Към него се причисляват подредените пластове каркас за по-добро пружиниране. Във вътрешността на каркаса са разположени радиално по посока на движение на гумата кордови нишки в една или повече подредени композиции. Ефектът, освен по-високата експлоатационна стойност, е значително подобряване в сравнение с диагоналните гуми по отношение на сцеплението с настилката при влага и завои, както и на общото представяне при движение.

## Устройство
Основните материали за производство на гумите са: натурален или синтетичен каучук, синтетични конци – корда и метална тел, но в съвременното производство на гуми се използват много съставки, които да подобрят както показателите на гумите (износоустойчивост, еластичност, сцепление с пътя), така и безопасността.
1. Протектор (шарка) с канали
2. Раменен блок и ламели
3. Каркас (корпус на гумата, фини влакна)
4. Страничен борд
5. Корда (стоманена, синтетично влакно, фибростъкло)
6. Усилен пояс
7. Обръч на борда (метален)
8. Борд

За задържане на въздушното налягане безкамерните гуми притежават най-вътрешен каучуков слой, а камерните – вътрешна гума.
Протекторът се различава по това дали каналите на протектора на вътрешната и външната част (спрямо монтажа) са симетрични. Шарката бива:
- Симетрична, без направление за посока – универсален модел, гумата се монтира без да се отчита посоката ѝ на въртене.
- Симетрична, с маркировка за посока – гумата се монтира по точно определен начин, за да се спази посоката ѝ на въртене; правилният монтаж гарантира по-безшумна работа и по-добро отвеждане на водата при мокра настилка (виж Аквапланинг).
- Асиметрична – протекторът е от две части: асиметрична и симетрична шарка с посока на въртене; комбинацията от различни шарки подобрява качествата на гумата.

Каркас – състои се от различни видове фини влакна (корда). Кордата бива текстилна, метална или от фибростъкло. Текстил и фибростъкло се използва в гуми за леките автомобили, метал – за товарните. Фибростъклото се отличава с абсолютна устойчивост към гниене и разтягане, затова гуми с такава структура се използват главно в тропичните пояси, където влажността е много висока. В зависимост от разположението на пластовете каркас гумите биват:
- радиални – пластовете корда са разположени напряко на радиуса на колелото (както е показано на схемата, позиция № 3);
- диагонални – нишките корда са разположени под ъгъл от радиуса на колелото.

Поясът се намира между каркаса и протектора. Предназначен е за защита на каркаса от удари, дава здравина на гумите в мястото на контакт с настилката и защитава камерата от пробиви. Изработва се от дебел пласт гума или пластове метална корда.

## Дизайн и проектиране
Развитието на една нова гума до появата ѝ на пазара трае две до три години. Разработката започва с помощта на CAD система за тримерно моделиране, а прототипите се изработват с тримерен печат или на ръка.
За да се допусне подобрение на традиционните напомпани с въздух гуми само по отношение на детайлността им, се въвеждат етапи от разработката на гумата с изцяло нова начална методика. Така през март месец 2013 г. списанието „Der Spiegel“ разказва за производител, създал нов вид, тъй наречени „решетъчни“ гуми, използващи патентовани пластмасови решетки, поместени между каучука и джантата.
Много производители са разработили гуми, които не се нуждаят от въздушно налягане. Такива нови разработки целят сигурност и предпазване от повреди при гумите, както и опазване на околната среда и постигане на надеждност на движението чрез избягване на изпълненото с въздух резонансно тяло на гумата.
В САЩ са вече достъпни подобни хибридни безкамерни гуми, предлагани от Michelin, употребявани при колесни товарачи. Все още не се знае обаче кога подобни модели ще се появят в серийно производство за леки автомобили.

## Процес на изработване
Изготвянето на гумите включва в себе си четири основни етапа: приготвяне на каучуковата смес, приготвяне на компонентите, съединяване, вулканизация.
1. Производството на гумата започва с приготвянето на каучуковата смес. Рецептурата зависи от предназначението и вида на гумата и може да включва до 10 компонента, освен основните каучук (естествен и изкуствен), сяра и въглерод.
2. В следващия етап се приготвя протекторната заготовка (матрица) за гумата. След шприцоване се получава гумена лента, която след охлаждане с вода се разрязва на заготовки по необходимия за целта размер. Скелетът на гумата – каркас и пояс – се приготвя от слоеве текстил и метални телове. Полагат се под определен ъгъл. Важен елемент в производството е бордът – неразтеглима, здрава част от гумата, с помощта на която гумата се крепи за колелото и запазва своята форма.
3. Матрица на вулканизаторна пещНа събирателни станоци всички детайли се съединяват в едно цяло. Върху специален барабан последователно се поставят слоевете каркас, борда, върху каркаса – протектор.
4. Последният етап е вулканизацията. Събраната гума се поставя в матрицата на вулканизатора. Във вътрешността на гумата се подава пара с високо налягане и гореща вода. Времето за вулканизиране (приблизително 9 – 13 мин.) и температурата, при която се извършва (за гуми на леки автомобили 170 – 200 °C), зависят от големината и плътността на гумата. Върху протектора се оформя релефен рисунък, предварително гравиран във вътрешната страна на матрицата. Следва химическа реакция, която прави гумата здрава, еластична и износоустойчива.

## Регенерирани гуми
Регенерираната гума (т.нар. регенерат) е алтернатива на новата гума – каркас от стара гума сe покрива с възстановителен протектор. Методът се е наложил тъй като в каркаса са вложени скъпи суровини, позволяващи запазване на здравината за по-голям период от живота на протектора. От една страна регенерацията е до една трета по-евтина от производството на нова гума, от друга се опазва околната среда. През 2009 г. в ЕС над 286 хил. тона излезли от употреба гуми са били оползотворени чрез регенериране.
В Германия в сектора на леките автомобили регенерираните гуми имат по-скоро второстепенна роля. При летните гуми техният пазарен дял възлиза на по-малко от 1%, при зимните – около 5%. Регенерираните гуми са с понижен скоростен индекс, тъй като се взема предвид възрастта на каркаса. Така от гума с индекс „V“ се получават регенерат с „H“, от „Н“ – „T“ и т.н. При тежкотоварните превозни средства регенерираните гуми имат пазарен дял около 40%.
Гумите за леки автомобили се регенерират само веднъж, за товарни автомобили се регенерират два до три пъти, а гумите за самолети – многократно. Регенерацията бива студена или гореща. Процесът на регенерация се състои от няколко етапа:
- Подбор на здрави гуми с износен протектор и годен за регенериране каркас, като негодните гуми се изпращат за рециклиране.
- Престъргване на износения протектор чрез ножове, при което се осигурява необходимия профил и структура на повърхността на каркаса, както и проверка за здравината на вече остъргания каркас.
- Полагане на нов слой каучукова смес.
- Вулканизация под налягане, при която каучуковата смес се свързва химически с каркаса, и се оформя новия протектор.

Регенератите притежават същите характеристики по отношение на сцепление на пътя, шума, разход на гориво и т.н. спрямо новите гуми, благодарение на еволюирали и нови технологии в разработката и производството на протекторите. Въпреки това регенератите може да имат проблеми още в началото на експлоатацията си, като например изменение на формата по вертикала или страницата им, което води до същите симптоми на повреда както дисбалансираната гума.
Задължително за регенерираните гуми е да бъдат маркирани като такива. Маркировки:
- Regroovable – означава, че гумата е нова или регенерирана, с достатъчно запас, позволяващ следваща регенерация.
- Regrooved означава, че гумата е регенерат на нова или регенерирана гума.

От началото на 2004 г. „Икономическата комисия за Европа на ООН“ (ECE) въведе строги изисквания към регенерираните гуми с две нови задължителни регулации при производството им:
- ECE Regulations 108 – за производството на регенерирани пневматични гуми за леки автомобили и ремаркета за тях;
- ECE Regulations 109 – за производството на регенерирани пневматични гуми за автобуси, товарни автомобили и ремаркета за тях.

Двете правила въвеждат лицензионен режим с уникален за всеки производител номер, който задължително се маркира върху поне едната страна на всяка регенерирана гума. „ECE“ номерът гарантира, че гумата отговаря на предназначението си и на съответните ECE изисквания по отношение на експлоатационни качества, размер и маркировка. Производителите са длъжни да водят писмена документация по време на целия процес и да извършват контрол на качеството. Комисията от своя страна също извършва одит на качеството и контрола, както и тестване на случаен принцип на готовия регенерат, по подобие на тестването на новите гуми.
С решение на Съвета на ЕС от 13 март 2006 г. европейската общност се присъедини към Регламент №108 и №109 на ЕСЕ.
В България (според Наредбата за регистрацията на МПС) при периодичните технически прегледи се следи за използване на вулканизирани или регенерирани гуми на предните колела на моторните превозни средства, като при констатиране на такава нередност собственикът има 14-дневен срок за отстраняването ѝ, след което се явява повторно.

## Характеристики

### Маркировка и параметри
| \| Индекс на скоростта \| Допустима скорост, km/h \| \| ------------------- \| ----------------------- \| \| A1 \| \| \| A2 \| 10 \| \| A3 \| 15 \| \| A4 \| 20 \| \| A5 \| 25 \| \| A6 \| 30 \| \| A7 \| 35 \| \| A8 \| 40 \| \| B \| 50 \| \| C \| 60 \| \| D \| 65 \| \| E \| 70 \| \| F \| 80 \| \| G \| 90 \| \| J \| 100 \| \| K \| 110 \| \| L \| 120 \| \| M \| 130 \| \| N \| 140 \| \| P \| 150 \| \| Q \| 160 \| \| R \| 170 \| \| S \| 180 \| \| T \| 190 \| \| U \| 200 \| \| H \| 210 \| \| V \| 240 \| \| W \| 270 \| \| Y \| 300 \| \| ZR \| повече от 240 \| | Значение на маркировката по ISO на автомобилна гума, например P215/65R15 95H M+S (на чертежа): - P – (Passanger – пътнически) – незадължителен атрибут, други варианти са LT (Light Truck – лекотоварен камион) – за превозни средства, които превозват тежки товари, теглят ремаркета или търсят опция за допълнително тежко натоварване; ST (Special Trailer – специално ремарке) – за ремаркета за пътуване и ремаркета за лодки; T (Temporary – временна) – за резервна гума тип патерица. Ако няма буква преди първото число, гумата е метрична, най-често наричана европейски размер. Тя също се измерва в милиметри, но може да има различна товароносимост от гума P или LT. - 215 – ширина на профила в mm - 65 – височина на профила като отношение към ширината в % (в случая 65 % от 215 mm = 139,75 mm) - R – каркасът е от радиален тип (ако няма буква или е D – диагонален тип) - 15 – размер на вътрешния диаметър на гумата в инчове (цолове) - 95 – индекс на натоварване (виж таблицата) - H – индекс на скоростта (виж таблицата) - M+S (Mud & Snow, т.е. кал и сняг) Преди тази маркировка с големи букви е изписано името на гумата, а след нея – производителят. На същата окръжност между тях с по-дребен шрифт са означени: - TREADWEAR 220 – ПРОТЕКТОР 220, - TRACTION А – СЦЕПЛЕНИЕ А, - TEMPERATURE А – ТЕМПЕРАТУРА А, температурен клас. Под тези надписи във вътрешния кръг са означени: - MAX. LOAD 590 kg (1300 LBS) – максимално натоварване 590 kg = 85 % от пределната издръжливост 690 kg, определена от индекса на натоварване Н; - MAX. PRESS 240 kPa (35 PSI) (Max. pressure) – максимално допустимо налягане на надуване 2,4 atm, когато гумата не е нагрята. Обикновено надписът е под кода DOT. Препоръчителното налягане е между 2 и 2,4 atm (30–35 PSI). - RADIAL, TUBELESS – радиална, безкамерна гума; - DOT MALS ABC036 – DOT-код за място на производство, размер, тип, производител и време на произвеждане - 3-та седмица на 1996 г. - Съставът на пласта на гумата и използваните материали. |
| Индекс на скоростта | Допустима скорост, km/h |
| A1 | |
| A2 | 10 |
| A3 | 15 |
| A4 | 20 |
| A5 | 25 |
| A6 | 30 |
| A7 | 35 |
| A8 | 40 |
| B | 50 |
| C | 60 |
| D | 65 |
| E | 70 |
| F | 80 |
| G | 90 |
| J | 100 |
| K | 110 |
| L | 120 |
| M | 130 |
| N | 140 |
| P | 150 |
| Q | 160 |
| R | 170 |
| S | 180 |
| T | 190 |
| U | 200 |
| H | 210 |
| V | 240 |
| W | 270 |
| Y | 300 |
| ZR | повече от 240 |

| Индекс на натоварване | Допустимо натоварване, kg | Индекс на натоварване | Допустимо натоварване, kg |
| --------------------- | ------------------------- | --------------------- | ------------------------- |
| 0                     | 45                        | 100                   | 800                       |
| 1                     | 46,2                      | 101                   | 825                       |
| 2                     | 47,5                      | 102                   | 850                       |
| 3                     | 48,7                      | 103                   | 875                       |
| 4                     | 50                        | 104                   | 900                       |
| 5                     | 51,5                      | 105                   | 925                       |
| 6                     | 53                        | 106                   | 950                       |
| 7                     | 54,5                      | 107                   | 975                       |
| 8                     | 56                        | 108                   | 1000                      |
| 9                     | 58                        | 109                   | 1030                      |
| 10                    | 60                        | 110                   | 1060                      |
| 11                    | 61,5                      | 111                   | 1090                      |
| 12                    | 63                        | 112                   | 1120                      |
| 13                    | 65                        | 113                   | 1150                      |
| 14                    | 67                        | 114                   | 1180                      |
| 15                    | 69                        | 115                   | 1215                      |
| 16                    | 71                        | 116                   | 1250                      |
| 17                    | 73                        | 117                   | 1285                      |
| 18                    | 75                        | 118                   | 1320                      |
| 19                    | 77,5                      | 119                   | 1360                      |
| 20                    | 80                        | 120                   | 1400                      |
| 21                    | 82,5                      | 121                   | 1450                      |
| 22                    | 85                        | 122                   | 1500                      |
| 23                    | 87,5                      | 123                   | 1550                      |
| 24                    | 90                        | 124                   | 1600                      |
| 25                    | 92,5                      | 125                   | 1650                      |
| 26                    | 95                        | 126                   | 1700                      |
| 27                    | 97                        | 127                   | 1750                      |
| 28                    | 100                       | 128                   | 1800                      |
| 29                    | 103                       | 129                   | 1850                      |
| 30                    | 106                       | 130                   | 1900                      |
| 31                    | 109                       | 131                   | 1950                      |
| 32                    | 112                       | 132                   | 2000                      |
| 33                    | 115                       | 133                   | 2060                      |
| 34                    | 118                       | 134                   | 2120                      |
| 35                    | 121                       | 135                   | 2180                      |
| 36                    | 125                       | 136                   | 2240                      |
| 37                    | 128                       | 137                   | 2300                      |
| 38                    | 132                       | 138                   | 2360                      |
| 39                    | 136                       | 139                   | 2430                      |
| 40                    | 140                       | 140                   | 2500                      |
| 41                    | 145                       | 141                   | 2575                      |
| 42                    | 150                       | 142                   | 2650                      |
| 43                    | 155                       | 143                   | 2725                      |
| 44                    | 160                       | 144                   | 2800                      |
| 45                    | 165                       | 145                   | 2900                      |
| 46                    | 170                       | 146                   | 3000                      |
| 47                    | 175                       | 147                   | 3075                      |
| 48                    | 180                       | 148                   | 3150                      |
| 49                    | 185                       | 149                   | 3250                      |
| 50                    | 190                       | 150                   | 3350                      |
| 51                    | 195                       | 151                   | 3450                      |
| 52                    | 200                       | 152                   | 3550                      |
| 53                    | 206                       | 153                   | 3650                      |
| 54                    | 212                       | 154                   | 3750                      |
| 55                    | 218                       | 155                   | 3875                      |
| 56                    | 224                       | 156                   | 4000                      |
| 57                    | 230                       | 157                   | 4125                      |
| 58                    | 236                       | 158                   | 4250                      |
| 59                    | 243                       | 159                   | 4375                      |
| 60                    | 250                       | 160                   | 4500                      |
| 61                    | 257                       | 161                   | 4625                      |
| 62                    | 265                       | 162                   | 4750                      |
| 63                    | 272                       | 163                   | 4875                      |
| 64                    | 280                       | 164                   | 5000                      |
| 65                    | 290                       | 165                   | 5150                      |
| 66                    | 300                       | 166                   | 5300                      |
| 67                    | 307                       | 167                   | 5450                      |
| 68                    | 315                       | 168                   | 5600                      |
| 69                    | 325                       | 169                   | 5800                      |
| 70                    | 335                       | 170                   | 6000                      |
| 71                    | 345                       | 171                   | 6150                      |
| 72                    | 355                       | 172                   | 6300                      |
| 73                    | 365                       | 173                   | 6500                      |
| 74                    | 375                       | 174                   | 6700                      |
| 75                    | 387                       | 175                   | 6900                      |
| 76                    | 400                       | 176                   | 7100                      |
| 77                    | 412                       | 177                   | 7300                      |
| 78                    | 425                       | 178                   | 7500                      |
| 79                    | 437                       | 179                   | 7750                      |
| 80                    | 450                       | 180                   | 8000                      |
| 81                    | 462                       | 181                   | 8250                      |
| 82                    | 475                       | 182                   | 8500                      |
| 83                    | 487                       | 183                   | 8750                      |
| 84                    | 500                       | 184                   | 9000                      |
| 85                    | 515                       | 185                   | 9250                      |
| 86                    | 530                       | 186                   | 9500                      |
| 87                    | 545                       | 187                   | 9750                      |
| 88                    | 560                       | 188                   | 10000                     |
| 89                    | 580                       | 189                   | 10300                     |
| 90                    | 600                       | 190                   | 10600                     |
| 91                    | 615                       | 191                   | 10900                     |
| 92                    | 630                       | 192                   | 11200                     |
| 93                    | 650                       | 193                   | 11500                     |
| 94                    | 670                       | 194                   | 11800                     |
| 95                    | 690                       | 195                   | 12150                     |
| 96                    | 710                       | 196                   | 12500                     |
| 97                    | 730                       | 197                   | 12850                     |
| 98                    | 750                       | 198                   | 13200                     |
| 99                    | 775                       | 199                   | 13600                     |

### Кодове DOT и TWI
От осемдесетте години на двадесети век на страничната част на гумите се вулканизира DOT-номер (Department of Transportation – Министерство на транспорта). Той съдържа 10 до 13 цифри и букви, с които са кодирани място на производство, размер, тип (незадължителен), производител и време на произвеждане. В кода може да се използват всички числа от 0 до 9, но буквите G, I, O, Q, S и Z не се поставят, тъй като графично са много близки до цифрите и могат бъдат грешно разчетени. 
Примери: DOT 5MCE AKH0305, DOT U2 LL LMLR5107, DOT 4B9Z 747R 3909, 
DOT XX 5Y X00 2613.
Началната част на кода са първите 2 или 3 символа, които обозначават къде е произведен артикулът. Произведените до април 2015 г. имат 2 символа, а тези след това вече допускат и трети поради нарастналите места за производство. Предвижда се третият символ да стане задължителен до април 2025 г., а междувременно остават валидни и двата варианта за показване на мястото на производство на продукта. С цел да се улесни преходът към новото изписване в ДОТ на гуми, кодът с 3 символа започва с цифра 1, а досегашният с 2 символа стои след тази единица. Няма официално задължение производителите да ползват новата система, макар че предположенията са, че всички ще минат към нея на различни времеви етапи. 
Следващите два символа означават размера на гумата. За да бъдат разчетени правилно се ползва е най-препоръчително е да се провери в уебсайта на производителя.
Следва група от 3-4 символа за типа на продукта. Кодът и тук е различен при различните марки и зависи от производителя. Той не е задължителен, но повечето компании го използват с цел следене за връщане на артикулите им.
Последните 3 или 4 цифри от DOT означават датата на производство, като първите две отбелязват седмицата, а вторите – годината, в която е произведен продуктът. В случай, че кодът е трицифрен, първите два символа бележат седмицата, а третият – годината. Гуми с трицифрен номер без триъгълен знак са създадени през осемдесетте години. Такива с триъгълен знак са създадени от деветдесетте насам. При гуми, произведени след 2000 г., кодът за време на произвеждане се състои от четири цифри, напр. 0916 означава, че продуктът е произведен през девeтата седмица на 2016 г. 
Пример: DOT B6 D0 A83 X 0304

B6 – място на производство

D0 – размер на гумата

A83 – тип на гумата

X – производител Мишелин

0304 – време на производство: трета седмица на 2004 г.
За да се направи по-лесно видима останалата грайферна дълбочина, идват на помощ маркиранията TWI (TreadWearIndicator – букв. „Индикатор за износване на нарязана повърхност“), които представляват малки изпъкнали неравности на много места в профилните канали. Тяхната височина обозначава остатъчната дълбочина от 1,6 mm. Често за улеснение биват маркирани с буквите TWI на ръба на жлебовете. За определяне на грайферната дълбочина има различни мерителни способи, някои от които са приложими дори по време на движение.

### Налягане и износване на гумите
Налягането в гумите съществено влияе върху поведението на автомобила в движение, безопасността при високи скорости, а също така и на износването на гумата. Налягането задължително трябва да бъде, както е указано по спецификация. Оптималното налягане, препоръчвано от производителя на колата може да се намери на неговия сайт или в документите на модела на автомобила. Някои модели коли имат и стикери, залепени на една от вратите или върху капака на багажника. 
Ако налягането падне под минималното, разходът на гориво се увеличава. Гумите се износват преждевременно в раменния блок и ламелите, тъй като при недостатъчно налягане те се огъват повече. Ако гумите са напомпени на максимум, намалява допирната площ и сцеплението с пътната настилка. Гумата не се представя по най-добрия начин на завои и това може да окаже влияние на спирачния праг. При по-рязък завой може да се получи поднасяне на автомобила и дори спукване на гумата. Когато гумите са напомпени твърде много, се износват по-бързо в средната област на протектора. 
При оптимално налягане се получава най-добрата производителност при шофиране. Стойността му трябва да се проверява преди тръгване на път, най-удобно когато се зарежда автомобила с гориво. Друг вариант е да се проверява при настъпване на температурни разлики с около 10 градуса или просто на всеки 30 дни. Съществуват системи, които могат да следят налягането в реално време. 
Животът на гумите е ограничен, като те стареят дори и без употреба. Правилното складиране на гуми може във всеки случай да се отрази върху тяхната дълготрайност, тъй като те биват атакувани от различни външни влияния като светлина и топлина, но също така и при контакт с петрол, бензин, масло и разтворители, което по този начин довежда до значително съкращаване на живота им.

### Експлоатационни характеристики
Дават се от производителите и търговците на нови гуми. Най-често се означават със стикер и рисунка:
- Сцепление с пътя: от клас А - най-висок до клас Е - най-нисък;
- Разход на гориво: от клас А - най-висок до клас Е - най-нисък;
- Шум в децибели [dB].

## Гуми за автомобилен спорт
Във високоскоростните автомобилни надпревари, разработването на гумите е доведено почти до съвършенство от производителите на гуми, доставящи такива за различните (или един доставчик за всички) отбори.
През годините от създаването на Формула 1 до началото на 1950-те, гумата претърпява огромно развитие. Спортните гуми еволюират от подобни на нормалните автомобилни гуми с нарези до високотехнологичните „сликове“. Гладките сликове са без нарези, което увеличава контактната площ и коефициента на сцепление със състезателното трасе, като в процес на работата се износват за много кратко време (брой обиколки). Сликовете са разработени с влагане на огромни финансови и технологични средства, от огромни екипи, множество тестове, както стационарни така и поставени върху спортен автомобил. Сликовете дават огромно предимство в скорост и издръжливост, с решаваща роля за спечелване на шампионски титли.
Температурата на гумите за Формула 1 е от-голямо значение за цялостното им представяне. Гумите предварително се загряват в специални покривала, където достигат оптимална работна температура, преди да бъдат поставени върху болида. При движение с висока скорост се разтапя повърхностният слой от високата температура и триене с асфалта, като се образуват мехури. При неправилно избраните настройки на болида (аеродинамични, геометрия на окачването, притискащи сили) сликовете се износват многократно по-бързо от нормалното (наречено „грейнинг“), от което се губи сцепление с трасето и много по-ниска скорост в завоите. Тъй като болидите спират с много висока скорост преди и в завоите, често се получава блокиране на предно колело, при което се получава свръх износване на тази част от повърхността, която е била в контакт с трасето, създавайки крайно неблагоприятния процес на износване, наречен „спотинг“, който води до вибрации, дебалансиране на болида и като цяло по-ниска скорост.
Сликовете заменят гумите с нарези още през 1960-те и остават върху болидите на Формула 1 до 1997 г., когато с решение на ФИА са приети мерки за повишаване на сигурността и по-голяма конкуренция сред участниците в шампионата, като първото решение е за намаляване на скоростта, като са въведени задължителни канали на гумите – три на предните и четири на задните гуми, които правят сцеплението по-малко и скоростта пада, независимо от мощността на автомобилите. Нарязаните гуми остават за мокра настилка, като те са два вида: за много наводнена писта и „интермедия“ – за мокра и изсъхваща писта.
От Сезон 2009 ФИА отново връща гладките гуми във Формула 1.
Американският вариант на Формула 1 IndyCar започва през 1996 г. с два доставчика на гуми Goodyear (до 1999 г.) и Firestone (единствен доставчик след 2000 г.). Размерът на предните гуми е 305/45R15, а на задните – 415/40R15. За състезания на суха писта се ползват сликове, докато гумите с нарези се ползват за улични състезания и за мокра писта поради съображения за безопасност.
Известни доставчици на гуми за автомобилен спорт:
- Goodyear
- Bridgestone
- Dunlop
- Michelin
- Pirelli
- Avon
- Firestone

## Големи производители на гуми
- Avon Tyres
- Бриджстоун
- Континентал
- Barum
- Cheng-shin/MAXXIS
- Cooper Tire & Rubber Company
- Dunlop Tyres
- Eurotire
- Falken
- Файърстоун
- Фулда
- GITI TIRE
- Goodrich Corporation
- Goodyear Tire and Rubber Company
- Ханкук Тайър
- Kelly-Springfield Tire Company

- Kumho
- Мишлен
- Uniroyal
- Metzeler
- Madras Rubber Factory MRF Tyres
- Nokian Tyres
- Пирели
- Sumitomo Rubber Industries
- Toyo Tire & Rubber Company
- Йокохама Ръбър Къмпани
- Amtel-Vredestein
- Zeetex